# جورج بي. ويلينغتون
جورج بي. ويلينغتون (بالإنجليزية: George B. Wellington)‏ هو سياسي أمريكي، ولد في 14 نوفمبر 1856، وتوفي في 31 يناير 1921. حزبياً، نشط في الحزب الجمهوري. وقد انتخب عضو مجلس ولاية نيويورك.